# Lorrenzo Manzin
Lorrenzo Manzin (* 26. Juli 1994 in Saint-Denis (Réunion)) ist ein französischer Radrennfahrer. Er gilt als Sprintspezialist.

## Werdegang
Lorrenzo Manzin fuhr 2014 als Stagiaire für das Radsportteam FDJ.fr und schloss sich 2015 dem Team als regulärer Fahrer an. In seinem ersten Jahr dort stürzte er bei der Tour Down Under im Januar schwer. Nach einer einmonatigen Rennpause gewann er im April im Sprint des Vorderfeldes beim Eintagesrennen La Roue Tourangelle und damit seinen ersten Wettbewerb des internationalen Kalenders. Im Massensprint der Schlussetappe der Vuelta a España 2017 wurde Manzin Zweiter. Im Jahr 2018 gewann er eine Etappe der Tour du Limousin. In den folgenden Jahren gewann Manzin 2019 und 2010 insgesamt drei Etappen bei La Tropicale Amissa Bongo und 2019 die Gesamtwertung der Tour de Bretagne Cycliste und den Grand Prix de la Somme.

## Erfolge
2015
- La Roue Tourangelle

2018
- eine Etappe Tour du Limousin

2019
- zwei Etappen La Tropicale Amissa Bongo
- Gesamtwertung und Nachwuchswertung Tour de Bretagne Cycliste
- Grand Prix de la Somme

2020
- eine Etappe La Tropicale Amissa Bongo

2021
- Clàssica Comunitat Valenciana 1969 - Gran Premio Valencia

2022
- eine Etappe Tour du Poitou-Charentes

## Grand Tour-Platzierungen
| Grand Tour            | 2015 | 2016 | 2017 | 2018 | 2019 | 2020 |
| --------------------- | ---- | ---- | ---- | ---- | ---- | ---- |
| Giro d’ItaliaGiro     | –    | –    | –    | –    | –    | –    |
| Tour de FranceTour    | –    | –    | –    | –    | –    | –    |
| Vuelta a EspañaVuelta | DNF  | 149  | 156  | –    | –    | 133  |